# Исторический центр Нижнего Новгорода
Исторический центр Нижнего Новгорода (также — старый Нижний Новгород, старый город) — застроенная территория Нижнего Новгорода в границах до 1917 года. Здесь расположено большое количество памятников архитектуры, объектов природной достопримечательности и исторических районов.
В старом городе переплетены между собой множество разных эпох и архитектурных стилей (неовизантийский, строгановское барокко, ампир, модерн). Здесь рядом расположены средневековый Кремль, дворянские особняки и сталинские монументальные дома.

## Расположение
Старый город расположен на двух горах: Кремлёвской и Ильинской. На Кремлёвской горе находится сам Кремль и исторические районы вокруг него: Верхний и Нижний посады, Рождественская сторона, комплекс исторических улиц (например, Большая Покровская и Варварская), Печерский монастырь и Почайна. На Ильинской горе располагается территория Започаинья, начинающаяся от Ильинской улицы и заканчивающаяся площадью Лядова. 
Также к старому городу относятся старое Канавино с Ярмарочной стороной и старое Сормово, несмотря на то, что эти поселения были включены в состав города после 1917 года. Старое Канавино включает в себя территории Ярмарки, Стрелки и Гордеевки. Здесь расположено множество достопримечательных архитектурных объектов, которые создают ансамбль данной территории: Ярмарка и Главный ярмарочный дом, Московский вокзал с прилегающей площадью и ЦУМом, Смоленско-Владимирский приход в Гордеевке и Гордеевский универмаг, а также множество особняков XIX века. В преддверии Чемпионата мира по футболу в 2018 году территория старого Канавина подвергается масштабной реконструкции и перестройке.
Старое Сормово наиболее удалено от исторического центра. Центр данной территории преимущественно застроен постройками сталинского стиля с редким вкраплением дореволюционных построек: Спасо-Преображенский собор, школа баррикад, завод «Красное Сормово» и некоторые особняки XIX века постройки. В начале XX века Сормово было центром революционных движений 1905 года, в связи с чем на его территории расположено множество революционных памятников.

## Значение
Объект «Исторический центр Нижнего Новгорода» является основной культурной достопримечательностью города и его туристическим центром. Входит в число 100 городов ЮНЕСКО, имеющих культурное и историческое значение. Также, в список нематериального наследия ЮНЕСКО был включён юбилей Максима Горького. Развитие и сохранение исторической территории является постоянным предметом споров между сторонниками исторического наследия и современными застройщиками. За последние 30 лет старый город потерял большое количество памятников архитектуры и почти утратил исторический облик. Новый мэр города — Владимир Панов также оказался заинтересован в сохранении исторической части старого города.

## Состав
Исторический центр имеет несколько исторических районов, которые были образованы вокруг Кремля и далее за его пределами:
- Кремль;
- Верхний посад;
- Нижний посад;
- Започаинье;
- Рождественская сторона;
- Благовещенская слобода;
- Гребешок;
- Волжский откос;
- Печёрская слобода;
- Новая стройка (Николаевский посёлок, Рыковский посёлок)[10]

| Изображение | Название                             | Местоположение                                         |
| ----------- | ------------------------------------ | ------------------------------------------------------ |
|             | Исторический центр Нижнего Новгорода | Нижний Новгород                                        |
|             | Кремль                               | Нижний Новгород, Нижегородский район, центр            |
|             | Стрелка и её ансамбль                | Нижний Новгород, Канавинский район, микрорайон Ярмарка |
|             | Ярмарка                              | Нижний Новгород, Канавинский район, микрорайон Ярмарка |
|             | Старое Канавино                      | Нижний Новгород, Канавинский район                     |
|             | Старое Сормово                       | Нижний Новгород, Сормовский район                      |

### Нагорная часть
- № 1 — Кремль

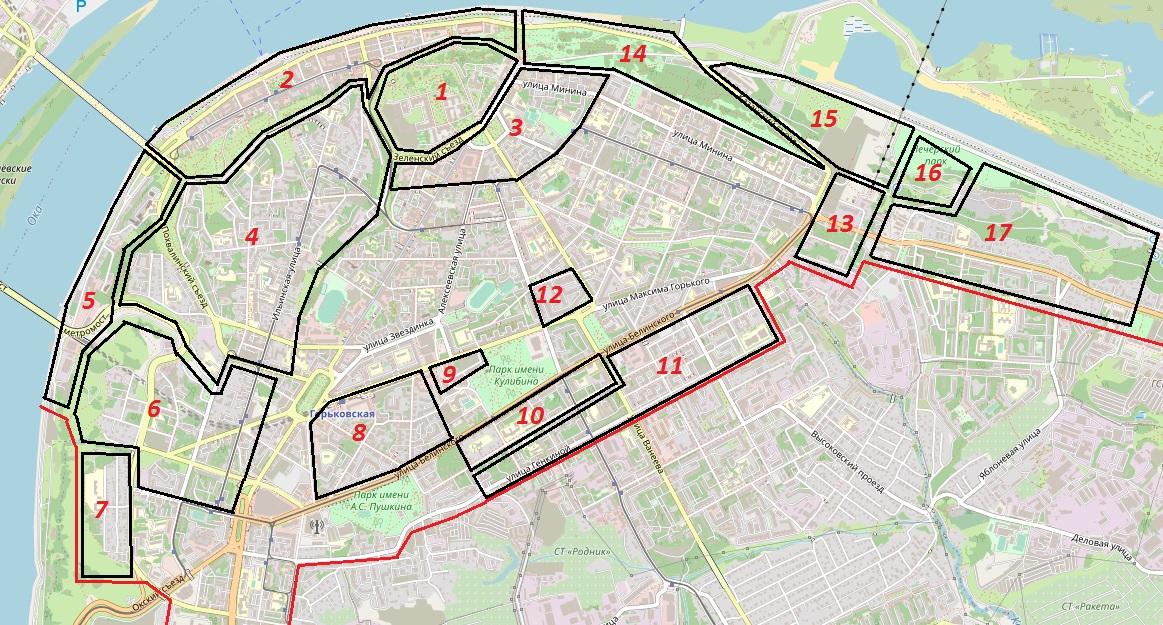
Исторические районы и территории «Старого Нижнего Новгорода» (красная линия — городская граница на 1917 год)

- № 2 — Нижний Посад (он же — Нижний Базар)
- № 3 — Верхний Посад
- № 4 — Започаинье
- № 5 — Благовещенская слобода
- № 6 — Новая Ямская слобода и район Большие Овраги
- № 7 — Новая стройка (Николаевский посёлок, Рыковский посёлок)
- № 8 — Заповедный район улиц Короленко, Славянской, Новой
- № 9 — Акулинина слобода
- № 10 — Лесные кварталы
- № 11 — Проектированные кварталы
- № 12 — Старая Солдатская слобода
- № 13 — Новая Солдатская слобода
- № 14 — Волжский откос
- № 15 — Фабричная слобода
- № 16 — Слобода Кошелевка
- № 17 — Слобода Печеры (Печёрская)